# Рой Б'юкенен
Лерой "Рой" Б'юкенен (англ. Leroy "Roy" Buchanan; 23 вересня 1939, Озарк, Арканзас, США - 14 серпня 1988, Фейрфокс, Вірджинія, США) — гітарист, вокаліст, композитор, автор текстів, продюсер.

## Біографія
Відкривши для себе завдяки подорожуючим релігійним гуртам музику госпел, Рой з 7 років почав вчитись грати на гітарі. Поступово зацікавленість Роя госпелом переросла у захоплення ритм-енд-блюзом. Від 1954 року Б'юкенен вже керує лос-анджелеською ритм-енд-блюзовим гуртом The Heartbeats. Відшліфувавши трохи свою майстерність гри на гітарі ще у кількох маловідомих гуртах, 1958 року Б'юкенен приєднався до Дейла Хоукінса. Співпраця з цим вокалістом принесла йому славу та визнання, і попри те, що йому помилково приписують участь у запису пісні "Suzie Q", незвичайний талант Роя підтвердився його внеском у такі твори, як "My Babe" та "Grandma's House". Рой також записувався з Фредді Кенноном, Бобом Луманом та The Hawks, a перед закінченням своєї кар'єри 1962 року записав кілька власних менш вдалих синглів.
На початку сімдесятих років Б'юкенен повертається до музичної кар'єри і презентує незвичайно вдалу, зрілу роботу — альбом "Roy Buchanan", до якого ввійшла гіпнотична версія кантрі-стандарту "Sweet Dreams". Проте найбільшого визнання здобули його альбоми "Second Album" 1973 року та "Loading Zone" 1977-го з меланхолійною інструментальною музикою, що перебувала під впливом блюзу, кантрі та джазу. Фірмовим знаком артиста була його стара гітара "Fender Telecaster", що надавала його творам характерного вібруючого звучання. Після серії досить вдалих альбомів гітарист знову залишив сцену і повернувся лише 1985 року багатообіцяючою роботою-альбомом "When A Guitar Plays The Blues".
Однак незважаючи на похвали та компліменти з боку колег, Рой ніколи не відчував себе добре у ролі віртуоза. Завжди був несміливою та замкнутою людиною і кілька разів намагався закінчити життя самогубством, що йому, на жаль, врешті-решт вдалося зробити. 14 серпня 1988 року після арешту за побиття у нетверезому стані своєї дружини він повісився у в'язниці.

## Дискографія
- 1972: Roy Buchanan
- 1973: Second Album
- 1974: That's What I Am Here For
- 1975: Rescue Me
- 1975: Live Stock
- 1976: A Street Called Straight
- 1977: Loading Zone
- 1977: Live In Japan
- 1978: You're Not Alone
- 1980: My Babe
- 1985: When A Guitar Plays A Blues
- 1986: Dancing On The Edge
- 1987: Hot Wires
- 1989: Early Roy Buchanan

1. 1 2  Bibliothèque nationale de France BNF: платформа відкритих даних — 2011.
2. 1 2  Find a Grave — 1996.
3. 1 2  Discogs — 2000.
4. 1 2  https://web.archive.org/web/20131112003928/http://www.yee.ch/winter/rbuch_lifetimes.html